# Katarzyna Baranowska
Katarzyna „Kasia“ Baranowska (* 13. September 1987 in Stettin) ist eine polnische Lagenschwimmerin und dreifache Europameisterin auf der Kurzbahn.
Ihre größten Erfolge feierte Baranowska bei den Kurzbahneuropameisterschaften 2005 in Triest, als sie sowohl über die 200 m (2:10,25 min, vor Landsfrau Aleksandra Urbańczyk) als auch über die 400 m Lagen (4:33,70 min, vor der Russin Anastassija Iwanenko) siegte.
2006 in Helsinki konnte sie den Erfolg über die 200 m in 2:09,47 min vor der Französin Camille Muffat wiederholen und unterlag über die lange Strecke der Italienerin Alessia Filippi.
Auf der Langbahn hält Baranowska mit 2:12,13 und 4:36,95 min den jeweiligen polnischen Rekord, aufgestellt in Peking 2008. Dabei erreichte sie im Endlauf über die 200 m den achten Platz in 2:13,36 min. Siegerin war hier die Australierin Stephanie Rice in Weltrekordzeit (2:08,45 min).
Nach einer vierjährigen Unterbrechung ihrer Laufbahn startete Baranowska 2013 in Deutschland in Solingen beim TSV Solingen-Aufderhöhe einen Comebackversuch. 2014 wechselte sie zum SV Blau-Weiß Bochum, wo auch Otylia Jędrzejczak schon trainiert hatte.
Mitte 2015 wechselte Baranowska wie ihr Trainer Michael Bryja aus Bochum zur SG Bayer Wuppertal/Uerdingen/Dormagen. Bei den Deutschen Kurzbahnmeisterschaften 2015 belegte sie über 400 Meter Lagen Platz 5 in 4:40,85 min (Siegerin Franziska Hentke, 4:33,53 min). Es sprangen jedoch drei Medaillen für sie heraus: Silber auf den 200 m Lagen in 2:20,24 min (Gold für Alexandra Wenk, 2:08,73 min) und Bronze über 100 m Rücken in 59,36 s (Gold Jenny Mensing, 58,50 s); Bronze gab es zudem auch mit der 4-mal-50-Meter-Mixedstaffel (in der Besetzung Nattmann, Baranowska, Scherbeijn, Michalak). Mit der Zeit über 200 Meter Lagen erfüllte Baranowska die polnische Norm für die Kurzbahneuropameisterschaften 2015 im Dezember in Netanja.